# Rhodophana
Rhodophana Kühner – rodzaj grzybów z rodziny dzwonkówkowatych (Entolomaceae). W Polsce występuje 1 gatunek.

## Systematyka i nazewnictwo
Pozycja w klasyfikacji według Index Fungorum: Entolomataceae, Agaricales, Agaricomycetidae, Agaricomycetes, Agaricomycotina, Basidiomycota, Fungi.
Synonimy: Clitopilus subgen. Rhodophana Kühner ex Contu, Rhodocybe subgen. Rhodophana Kühner.

## Gatunki
- Rhodophana canariensis (Dähncke, Contu & Vizzini) T.J. Baroni & Bergemann 2014
- Rhodophana fibulata (Pegler) T.J. Baroni, Kluting & P.P. Daniëls 2017
- Rhodophana flavipes T.J. Baroni, P.P. Daniëls & Hama 2017
- Rhodophana melleopallens (P.D. Orton) Kluting, T.J. Baroni & Bergemann 2014
- Rhodophana nitellina (Fr.) Papetti 2014 – tzw. rumieniak czerwonawy
- Rhodophana rubroparvula (Dähncke, Contu & Vizzini) T.J. Baroni & Bergemann 2014
- Rhodophana stangliana (Bresinsky & Pfaff) Vizzini 2014

Wykaz gatunków i nazwy naukowe na podstawie Index Fungorum. Nazwy polskie według W. Wojewody. Podał je dla rodzaju Rhodocybe, są więc niespójne z aktualną nazwą naukową.